# أندرو فوكس (لاعب كريكت)
أندرو فوكس (7 نوفمبر 1962 في المملكة المتحدة - ) (بالإنجليزية: Andrew Fox)‏ هو لاعب كريكت بريطاني. لعب مع Cheshire County Cricket Club ‏.

## وصلات خارجية
- أندرو فوكس على موقع إي آس بي آن كريك إنفو (الإنجليزية)